# Reforma, Tabasco
Reforma är en ort i Mexiko.   Den ligger i kommunen Tacotalpa och delstaten Tabasco, i den sydöstra delen av landet, 700 km öster om huvudstaden Mexico City. Reforma ligger 29 meter över havet och antalet invånare är 466.
Terrängen runt Reforma är varierad, och sluttar norrut. Runt Reforma är det ganska tätbefolkat, med 56 invånare per kvadratkilometer. Närmaste större samhälle är Teapa, 15,9 km väster om Reforma. Trakten runt Reforma består till största delen av jordbruksmark.